# 森光寺
森光寺（しんこうじ）は、大阪府和泉市にある高野山真言宗の寺院。

## 歴史
かつて村内には、安養寺、極楽寺、施音寺などの堂宇があったが、維持できなくなったため順次合併し、森光寺として存続している。
真言宗休所山安養寺の開基は不詳である。江戸時代中期、貞享年間（1684年-1687年）の和泉西国三十三箇所には第4番安養寺と記され、客番慈眼院の末寺であった。室堂の地名にちなんで松室寺とも呼ばれ、松室観音として信仰されていたといわれる。
当寺は瑠璃山森光寺と号し、薬師如来を本尊とし、隣村の和田、大念仏宗の福田寺、鎮守氏神の白山権現の神々も祀っていたが、安養寺の観音堂はそのまま森光寺の境内に移されたと伝えられる。

## 行事
- 御影供
- 施餓鬼会
- 例月観音講